# バーズテイル
バーズテイル（The Bard's Tale）は、米国エレクトロニック・アーツ社が発売したコンピュータ・ロールプレイングゲームのシリーズ。開発は米国Interplay Productions社(現Interplay Entertainment社)。日本語版はエレクトロニック・アーツおよびポニーキャニオンから発売された。
海外では『ウィザードリィ』や『ウルティマ』など草創期のコンピュータRPGと並ぶ程の名声を誇るが、日本での知名度はさほど高くない。
2004年には米国InXile Entertainment社から同一タイトルのゲームが発売されたが本シリーズとの直接の関係はなく、独立した作品である。

## 概観
一人称視点の擬似3Dで風景を描画するパーティ制のRPG。ウィザードリィやマイト・アンド・マジックの初期シリーズと同じ様式。
第1作・第3作に登場する街スカラ・ブレイ(Skara Brae)はスコットランドのオークニーに実在する古代遺跡の名を借りており、タイトルにもある「バード(Bard)」とはケルトの吟遊詩人である。ケルト神話を連想させる楽器、北欧神話の神々の名なども登場し、いわゆる「中世ヨーロッパ風」とは少し異なる雰囲気を作り出している。
ゲームシステムは『ダンジョンズ&ドラゴンズ』の影響が色濃く、同じ祖を持つウィザードリィとの類似性も見受けられるが、よりグラフィックとリアルタイム性を重視した作りである。
冒険の舞台はダンジョン(迷宮)のみならず市街・塔・野外など広きに渡り、建物や木々などがグラフィカルに表示される。キャラクターやモンスターのグラフィックはアニメーションする。
冒険中は何も操作しなくても時間が流れている。午前中に出発してやがて日が沈み夜を迎え、街に点在する商店は店じまいする。その間にモンスターとの交戦状態に陥ってしまうこともある(ただし戦闘はターン制)。
この時間の概念がゲーム内の仕掛けに影響するシナリオもあり、謎解きの要素に深みを与えている。
本作の特徴としては、魔法使いが使う呪文とは別に、バードが特殊な曲を歌うことで傷の治療や魔法封じなど様々な効果を発揮し、演奏中の曲がゲーム内のBGMとして流れることが挙げられる。
また、シリーズを通してモンスターを仲間にして冒険を進めることができる。魔法を用いて呼び出す他、冒険中に遭遇したモンスターが仲間に加わることもある。
Apple II版を初めとする一部の機種では、ウィザードリィおよびウルティマIII のキャラクターデータを転送できることもセールスポイントの１つであり、発売当初は話題となった。

## 作品

### Tales of the Unknown: Volume I The Bard's Tale
1985年発売。
平和な街スカラ・ブレイが、邪悪な魔術師Mangarの「永遠の冬の魔法」によって外界から隔絶されて寂れ果ててしまったため、幾人かの勇気ある者がMangar打倒のために旅をする物語である。
第1作は探索できる場所が街の中に限定されているが、酒場のワインセラーから入れる下水道(とは名ばかりの全3層のダンジョン)をはじめとして地下墳墓や城など多数のダンジョンが存在する。街の中も安全ではなく、要所要所には固定敵が待ち受けている。
なお、このゲームは元々"Tales of the Unknown"シリーズ第1作"The Bard's Tale"だったが、サブタイトルの知名度のほうが高くなったため次回作からタイトルとサブタイトルが逆転してしまった。

### The Bard's Tale II: The Destiny Knight
1986年発売。
700年にも渡って王国の平和を守ってきたthe Destiny Wandが魔術師Lagoth Zantaによって奪われた。Wandは7個に分割され、王国に点在するダンジョンに隠された。プレイヤーは、分割されたWandを全て集めて復元し、Lagoth Zantaを倒す。
本作から野外フィールドが登場し、点在する街や建造物を探索するようになった。
戦闘に距離の概念が追加され、離れた相手に対して弓や手投げ武器などの長射程武器を使用できるようになった。ただし動きの素早いモンスターにはプレイヤー側の武器が届かない距離からも攻撃できるものもおり、戦いにより戦術性が求められるようになった。
前作では仲間にしたモンスターは専用欄に表示されていたが、今作よりパーティが7人制となり、モンスターもパーティと同じ欄に並ぶようになった。

### The Bard's Tale III: Thief of Fate
1988年発売。
第1作でMangarの支配の手を逃れ平和を取り戻したスカラ・ブレイだが、同作で倒された狂える神Tarjanの復活によって見る影もない廃墟と化した。廃墟に今もひっそりと残る狂える神の寺院の探索を皮切りに、時空を越えた冒険を経て再びTarjanと対峙することになる。
システム面ではオートマッピング機能を搭載し、ダンジョン内限定でマップが表示されるようになった。また、任意の場所でセーブが行えるようになった。
本作では違う世界へ移動する際にCode Wheelによる特定のコード入力を要求された。いわゆるマニュアルプロテクトだが、ソフトに添付されたものがただのコード一覧表ではなく、複数の同心円の組み合わせでコードを得られる、見た目もそれらしい組み立て式の円盤であった。

### The Bard's Tale Trilogy
1990年発売。上記3作をひとつのパッケージにまとめたもの。

### The Bard's Tale Construction Set
1991年発売。
既存のシステム構成を元に、アイテムやモンスターなど各種データを自由に変更してオリジナルのバーズテイルを作ることができるソフト。
基本的には第3作のシステムを継承しているが、オートマップが街の中でも表示できるなどの変更も行われた。

## その他
海外版はAmiga、Amstrad CPC、Apple II、Apple II GS、Macintosh、Atari ST、コモドール64、IBM PC、Nintendo Entertainment System (NES)、ZX Spectrumで発売。
日本語版はPC-9801、PC-88VA、ファミリーコンピュータで発売。
ファミリーコンピュータ版・NES版はシステムやマップに大幅なアレンジを施された。
第1作でキャラクターやモンスターの絵がアニメーションしたことと第3作のオートマッピング機能は、それぞれコンピュータRPG初である。
スカラ・ブレイの名はウィザードリィやウルティマにも登場する。これはロー・アダムスIII世が関与しているためだと言われている。
開発元を同じくする『ドラゴンウォーズ』は、元々『バーズテイル』の第4作として制作されていたが、タイトル権の関係で「バーズテイル」の名が使用できず、そのため発売1ヵ月前に「ドラゴンウォーズ」とタイトルを変更し、それまで全く登場のなかったドラゴンの要素をストーリーに盛り込んだという経緯がある。